# Tsumuri
Tsumuri (en georgiano: ცუმური) o Tsuimki (en abjasio: Цәымҟы, romanizado: Tsuymky) es una aldea que pertenece a la parcialmente reconocida República de Abjasia, parte del distrito de Sujumi, aunque de iure pertenece al municipio de Sojumi de la República Autónoma de Abjasia de Georgia.

## Geografía
Tsumuri se encuentra en el margen derecha del río Gumista, a 35 km de Sujumi. La aldea se administra desde el pueblo de Guma.   

## Demografía
La evolución demográfica de Tsumuri entre 1959 y 1989 fue la siguiente:
| 18                                                  | 0 |
| (Fuente: Population of Abkhazia since Soviet times) |   |

Antes de la guerra de Abjasia, la mayoría de la población local eran armenios.